# Persone di nome Marvin/Calciatori
| Questa pagina contiene informazioni ricavate automaticamente dalle voci biografiche con l'ausilio del template Bio e di un bot. L'aggiornamento è periodico e automatico e ricostruisce completamente la pagina. Se manca una persona in questa lista, sei pregato di non aggiungerla, ma accertati piuttosto che la sua voce biografica contenga il template Bio e che i dati anagrafici siano correttamente compilati. Se il template Bio manca, inseriscilo tu stesso o, in alternativa, metti l'avviso {{tmp\|Bio}} che ne segnala la mancanza. Se i dati riportati sono sbagliati, correggi direttamente la voce biografica; le modifiche saranno visibili in questa lista entro pochi giorni. Per chiarimenti vedi il progetto antroponimi. La lista contiene solo le 56 persone che sono citate nell'enciclopedia e per le quali è stato implementato correttamente il template Bio. Pagina aggiornata al 16 ott 2024. |

Questa è una lista di persone presenti nell'enciclopedia che hanno il nome Marvin e sono calciatori.

## A(4)
- Marvin Andrews, ex calciatore trinidadiano (San Juan, n. 1975)
- Marvin Angulo, calciatore costaricano (Heredia, n. 1986)
- Marvin Anieboh, calciatore spagnolo (Madrid, n. 1997)
- Marvin Arnesen, calciatore norvegese (Bergsøya, n. 1963 - † 2023)

## B(5)
- Marvin Bakalorz, calciatore tedesco (Offenbach am Main, n. 1989)
- Marvin Baudry, calciatore francese (Reims, n. 1990)
- Marvin Bejarano, calciatore boliviano (Tarija, n. 1988)
- Marvin Benítez, ex calciatore salvadoregno (San Miguel, n. 1974)
- Marvin Brown, ex calciatore honduregno (n. 1974)

## C(3)
- Marvin Cabrera, ex calciatore messicano (Città del Messico, n. 1980)
- Marvin Ceballos, calciatore guatemalteco (Città del Guatemala, n. 1992)
- Marvin Chávez, ex calciatore honduregno (La Ceiba, n. 1983)

## D(1)
- Marvin Ducksch, calciatore tedesco (Dortmund, n. 1994)

## E(5)
- Marvin Egho, calciatore austriaco (Vienna, n. 1994)
- Marvin Ekpiteta, calciatore inglese (Enfield, n. 1995)
- Marvin Elliott, ex calciatore inglese (Wandsworth, n. 1984)
- Marvin Emnes, calciatore olandese (Rotterdam, n. 1988)
- Marvin Esor, ex calciatore francese (Parigi, n. 1989)

## F(1)
- Marvin Friedrich, calciatore tedesco (Kassel, n. 1995)

## G(2)
- Marvin Gakpa, calciatore francese (Dunkerque, n. 1993)
- Marvin González, ex calciatore salvadoregno (El Refugio, n. 1982)

## H(2)
- Marvin Hamilton, calciatore inglese (Leytonstone, n. 1988)
- Marvin Harriott, ex calciatore inglese (Dulwich, n. 1974)

## J(1)
- Marvin Johnson, calciatore inglese (Birmingham, n. 1990)

## K(2)
- Marvin Keller, calciatore svizzero (Londra, n. 2002)
- Marvin Knoll, calciatore tedesco (Berlino, n. 1990)

## L(1)
- Marvin Loría, calciatore costaricano (San José, n. 1997)

## M(5)
- Marvin Martin, ex calciatore francese (Parigi, n. 1988)
- Marvin Matip, calciatore tedesco (Bochum, n. 1985)
- Marvin Mehlem, calciatore tedesco (Karlsruhe, n. 1997)
- Marvin Molina, ex calciatore nicaraguense (Nueva Segovia, n. 1981)
- Marvin Monterrosa, calciatore salvadoregno (Metapán, n. 1991)

## O(3)
- Marvin Obando, ex calciatore costaricano (n. 1960)
- Marvin Ogunjimi, ex calciatore belga (Mechelen, n. 1987)
- Marvin Park, calciatore spagnolo (Palma di Maiorca, n. 2000)

## P(6)
- Marvin Peersman, calciatore belga (Wilrijk, n. 1991)
- Marvin Phillip, calciatore trinidadiano (Williamsville, n. 1984)
- Marvin Pieringer, calciatore tedesco (Bad Urach, n. 1999)
- Marvin Plattenhardt, ex calciatore tedesco (Filderstadt, n. 1992)
- Marvin Potzmann, calciatore austriaco (Vienna, n. 1993)
- Marvin Pourié, calciatore tedesco (Werne, n. 1991)

## R(1)
- Marvin Rittmüller, calciatore tedesco (Erfurt, n. 1999)

## S(8)
- Marvin Sánchez, calciatore honduregno (Puerto Cortés, n. 1986)
- Marvin da Graça, calciatore lussemburghese (Lussemburgo, n. 1995)
- Marvin Schulz, calciatore tedesco (Mülheim an der Ruhr, n. 1995)
- Marvin Schwäbe, calciatore tedesco (Dieburg, n. 1995)
- Marvin Senaya, calciatore francese (Saint-Louis, n. 2001)
- Marvin Sordell, ex calciatore inglese (Londra, n. 1991)
- Marvin Spielmann, calciatore svizzero (Olten, n. 1996)
- Marvin Stefaniak, calciatore tedesco (Königsbrück, n. 1995)

## T(1)
- Marvin Torvic, calciatore francese (Sinnamary, n. 1988)

## W(2)
- Marvin Wanitzek, calciatore tedesco (Bruchsal, n. 1993)
- Marvin Weinberger, ex calciatore austriaco (n. 1989)

## Z(1)
- Marvin Zeegelaar, calciatore olandese (Amsterdam, n. 1990)

## Á(1)
- Marvin Ávila, calciatore guatemalteco (Livingston, n. 1985)

## Ç(1)
- Marvin Çuni, calciatore albanese (Freising, n. 2001)